# Robredo (Medina de Pomar)
Robredo es un núcleo de población español del municipio de Medina de Pomar, perteneciente a la provincia de Burgos, en la comunidad autónoma de Castilla y León.

## Toponimia
El lugar puede aparecer referido como «Robredo» y «Robredo de Losa».

## Historia
Hacia mediados del siglo XIX, el lugar, por entonces perteneciente a Junta de Oteo, tenía contabilizada una población de quince habitantes. Aparece descrito en el decimotercer volumen del Diccionario geográfico-estadístico-histórico de España y sus posesiones de Ultramar de Pascual Madoz con las siguientes palabras:

ROBREDO DE LOSA: ald. de la prov., dióc., aud. terr. y c. g. de Búrgos (17 leg.), part. jud. de Villarcayo (4) y ayunt. denominado de la Junta de Oteo: sit. en terreno montuoso, donde reinan con especialidad los vientos N. y E.; su clima bastante caloroso, y las enfermedades dominantes las tercianas. Tiene 7 casas; una hermosa fuente dentro de la pobl. y 3 en el térm., todas de aguas frescas y buenas, y una igl. parr. (Ntra. Sra. de las Nieves) servida por un cura párroco y un sacristan. El térm. confina N. y E. Villaluenga; S. y O. Perez. Su terreno es frio y de mediana calidad, y en él se ven grandes y amenos montes, que rodean la pobl. y crian toda clase de leñas. caminos los de pueblo á pueblo; y la correspondencia se recibe de la cap. del part. por los mismos particulares. prod.: trigo, cebada y bellotas; cria ganado yeguar, de cerda y cabrío, y caza de sordas, liebres, lobos y jabalies. ind.: la agrícola y cria de ganado. pobl.: 4 vec., 15 almas. cap. prod.: 5,300 rs. imp.: 629.
(Madoz, 1849, p. 527)

En la actualidad, pertenece al municipio de Medina de Pomar. En 2022, el núcleo de población tenía empadronado un único habitante.